# 天谷宗一郎
天谷 宗一郎（あまや そういちろう、1983年11月8日 - ）は、福井県鯖江市出身の元プロ野球選手（外野手）、野球解説者。左投左打。妻は広島ホームテレビアナウンサーの坪山奏子。

## 経歴

### プロ入り前
福井県鯖江市出身。小学校は鯖江市立鳥羽小学校、中学校は鯖江市立中央中学校に在籍していた。
福井県立福井商業高等学校時代は、バッティングセンスと俊足から「北陸のイチロー」と呼ばれていた。2年夏の選手権大会では、県大会決勝で内海哲也や李景一らを擁する敦賀気比高に延長10回の死闘の末、3－2で勝利し甲子園出場を決めている。しかし甲子園では7番右翼手で出場したが初戦敗退。この時のチームメイトには1学年上に山岸穣がいた。翌年の春の甲子園では3番打者として1回戦で1本塁打を含む3安打、1イニング2盗塁の活躍を見せた。夏の甲子園も出場し3期連続出場となった。
50m走6秒0の俊足と選球眼のよさ、鋭いスイングが認められ、2001年のドラフトで広島東洋カープから9巡目で指名され、入団。背番号は69に決まった。福井商からのプロ入りは同僚の横山竜士以来7年ぶり。

### プロ入り後
2002年（1年目）は、二軍で40打数2安打、打率.050と打球が前に飛ばない状態だったが、8四球を選び2盗塁を記録した。
2003年（2年目）は打撃が向上し、二軍で1番を任された。一時は打率4割を超え、前半戦は二軍の首位打者を独走していた。後半戦になると苦手な外角の変化球を攻められ打率を落としたが、最終的に二軍成績は打率.266、6本塁打、27盗塁で、ウエスタン・リーグ盗塁王のタイトルを獲得した。四死球が多く出塁率は3割5分を超えた。
2004年、前年オフから取り組んでいた一本足打法をやめ、元のすり足打法に戻すなど打撃面で試行錯誤を続けた。初めて一軍の春季キャンプに参加したが、オープン戦打率.133と結果が残せなかった。8月20日にプロ3年目で一軍初昇格したが2打数無安打、盗塁を1つも決められず、30日に二軍降格となった。再昇格後の10月3日の対阪神タイガース戦でプロ初スタメン、第1打席でプロ初安打を放ち、積極的な走塁で二塁を陥れるなど、自慢の足も披露した。ウエスタン・リーグでは2位に20個差をつけ、42盗塁で2年連続盗塁王のタイトルを獲得するなど、快足ぶりを発揮した。
2005年、前年オフに左足靭帯を痛め、春季キャンプでは捻挫し、開幕二軍スタートとなった。6月14日のウエスタンでの対中日戦では二盗を試みスライディングした際に右肩を脱臼した。怪我に泣き一軍での出場は2試合に終わった。
2006年、5月に一軍へ昇格したものの、約1ヶ月で二軍落ち。主に代走での出塁だったが、盗塁は0、打撃でも8打数0安打とアピールできなかった。一方で二軍では最高出塁率.366、24盗塁で3度目となる盗塁王の2つのタイトルを獲得した。
2007年、背番号を49に変更した。4月28日の対阪神戦でプロ初本塁打を記録。しかし5月に入り一時期一軍のレギュラーを奪うなど大きく飛躍するかと思われた矢先、牽制球で帰塁する際に左肩を痛めて戦線離脱。以後一軍に戻ることはなく、20試合の出場に終わった。
2008年、春季キャンプで監督のマーティ・ブラウンに「才能、打撃センス、スピードが魅力。ぜひ使いたい」と絶賛され、3月28日の開幕戦（対中日ドラゴンズ戦）で1番・中堅手として初の開幕スタメンを果たす。4月5日の対横浜ベイスターズ戦での延長10回、那須野巧から自身初となるサヨナラ安打を放ち、4月半ばには首位打者に立つなど、課題だった打撃が大きく向上した。また、前年まで凡ミスが目立った外野守備も本来の広い守備範囲が生かされるようになり、阪神から移籍してきた赤松真人とともに鉄壁の外野を形成。最終的に規定打席にわずか3打席届かず、打率も.263にまで下がったものの、自己最多の135試合に出場。飛躍のシーズンになった。4月5日の横浜戦では自身初となるサヨナラ安打を放ち、その試合のヒーローインタビューでは、「おいしいお酒を飲んで明日も球場に来てください!」とユニークな発言をして球場のファンを沸かせた。4月6日の横浜戦でも長谷川昌幸とともにヒーローインタビューに立ち、「明日は月曜日で仕事があると思うのでお酒は控えめに」と発言した。
2009年、4月3日の開幕戦で8番・右翼手で出場。4月は調子は上がらなかったが、5月になると調子を上げて3番打者に起用され、チーム打率が2割台前半に低迷する中で打率.400を記録して気を吐いたが、5月13日の対阪神戦でファウルを打った際に右手有鈎骨を骨折し、長期離脱となった。しかし、驚異的な回復力を見せ、49日後には二軍で実戦復帰、7月15日の対横浜戦に「3番・右翼」で先発出場し一軍復帰した。骨折の影響で94試合の出場にとどまり、前年同様に規定打席には届かなかったものの、自身初の打率3割・5本塁打・41打点をマークした。
2010年、オープン戦で打率3位の.396をマークし、3番・中堅手に抜擢されるが、シーズンに入ると打率1割台後半から2割前後を推移する深刻な打撃不振に陥り、打撃好調の赤松や廣瀬純にスタメンを奪われることが多くなる。後半戦からは多少持ち直したが、前半戦の不振が響き打率.245と成績を落とした。4月28日の対横浜戦で、チームでは正田耕三（1989年10月15日の対中日戦で1試合6盗塁を記録）以来21年ぶりとなる1試合4盗塁を記録し、8月27日の対読売ジャイアンツ戦では延長11回に野間口貴彦から逆転サヨナラ3ラン本塁打を放ったが、赤松と投手の左右で併用されるなど完全にレギュラーに定着するには至らなかった。 8月22日の対横浜戦では、8回表にブレット・ハーパーが齊藤悠葵から放ったセンターへのホームラン性の打球を、およそ1.8mのフェンスを駆け上がってエビ反り状態になりながらも好捕。この時、齊藤はホームランを打たれたと思い込んでいたため、天谷が捕球するのを見て目を丸くして驚いていた。このようなビッグプレーは8月4日の対横浜戦でも同僚の赤松が見せており（ちなみにその時の投手も齊藤であった。打者は村田修一）、天谷はそれを「すごく意識するようになった」らしい。22日の未明、日本テレビのスポーツニュースで赤松のプレーが特集された際に、マツダスタジアムに展示されている、天谷がフェンスによじ登ってホームランキャッチする姿を模した「激突!天谷くん」人形が紹介されており、僅か一夜明けてそれを現実の物としてしまった。なお後日、登ったフェンスのすぐ下にフマキラーがベープの広告を出していたため、同社から天谷にベープ、薬用ハンドソープなどが送られたことが、広報である比嘉寿光のブログで明らかになった。同様に赤松も、よじ登ったフェンスに広告を掲載していた石窯タカキベーカリーからパンの詰め合わせが贈られている。
2011年、開幕当初から打撃不振で5月には打率1割台に低迷、二軍落ちも経験した。6月に一軍復帰後は復調したかに見えたが、夏場以降に再び調子を落として代打や代走・守備固めでの起用が多くなり、打率.210と不本意な成績に終わってしまった。12月27日に坪山奏子（広島ホームテレビアナウンサー）と結婚したことを発表。
2012年、不調のため開幕二軍スタートとなり、5月になって一軍昇格。6月にかけて徐々に調子を上げ、6月は16試合連続安打を記録するなど月間打率.373をマーク、一時は打率.327まで上げた。6月中旬からは1番打者として固定して起用され、同月17日の西武戦では西武ドームで岸孝之から初回先頭打者初球ホームランを打つなどチームを勢いづけ、同時期に打撃好調で4番を打った岩本貴裕とともに3位浮上の原動力となった。7月までは打率3割台を維持していたが8月以降調子を落とし、打順も5番や7番に下がったり、相手左投手が先発の試合はスタメンから外れることもあった。それでも8月25日の阪神戦でチーム20年ぶりとなるランニングホームランを打ったり、9月27日の巨人戦で9回裏に逆転サヨナラヒット（記録上は安打と外野手の失策）を記録した。最終的には打率.264に終わったものの、過去2年を上回る成績を残した。
2013年、シーズンを通して一軍と二軍を往復する日々が続き、レギュラー定着後以降最少となる34試合の出場に留まった。また、プロ5年目の2006年以来7年ぶりのシーズン無本塁打に終わり、打率.208と打撃不振に陥った。二軍では75試合に出場し、打率.289、3本塁打の成績を残した。
2014年、チームが8連敗していた6月14日、開幕から左打ちの右翼手として1軍に帯同していた松山竜平が前日の西武戦にて左膝負傷したのに伴いシーズン初の一軍登録。その日のロッテ戦に1番ライトでスタメン復帰すると第1打席からヒット、さらに6月15日には2年ぶりとなる先頭打者ホームランを放ち、チームを連敗から脱出させた。その後も7月2日の読売ジャイアンツ戦や、8月20日の横浜戦でも先頭打者ホームランを放つ。8月以降は堂林翔太や鈴木誠也、復帰した松山などにスタメンの座を奪われたものの、左の代打として、代打打率.333、代打出塁率.440の成績を残した。
2015年、前年より試合数を落とし、30試合、打率.214、2打点、3盗塁だった。5月21日に登録抹消され、それ以降一軍出場は無かった。また、4月7日の巨人戦で、1点リードの9回にレフトの守備固めとして起用されたが、亀井義行が放ったレフトへのフライを風の影響もあり落球し、2塁への進塁を許しその後、井端弘和がタイムリーを放ち2塁ランナーが返り、同点に追いつかれ、最終的にチームは敗戦した。このシーズンは守備のミスも目立ってしまった。
2016年、開幕一軍入りを果たした。2戦目に7番ライトで出場し、第3打席で決勝タイムリーを放ちチームのシーズン初勝利に貢献した。その後もスタメン出場の機会に恵まれ、決勝打を放つなど活躍したが、好調は長続きせず6月5日に登録抹消となった。その後も一軍と二軍を往復するシーズンとなり、55試合の出場に終わった。代打で30回起用（24打数）されるも1本もヒットを打てないなど、3本の決勝打を放った開幕後の好調期以外は打撃不振に苦しみ打率.175に終わった。
2018年9月27日、現役引退が球団から発表された。10月4日、マツダスタジアムでの巨人戦で引退試合が行われ、1番中堅手でスタメン出場、1回裏菅野智之と対戦し捕ゴロに倒れ現役最終打席を終えた。

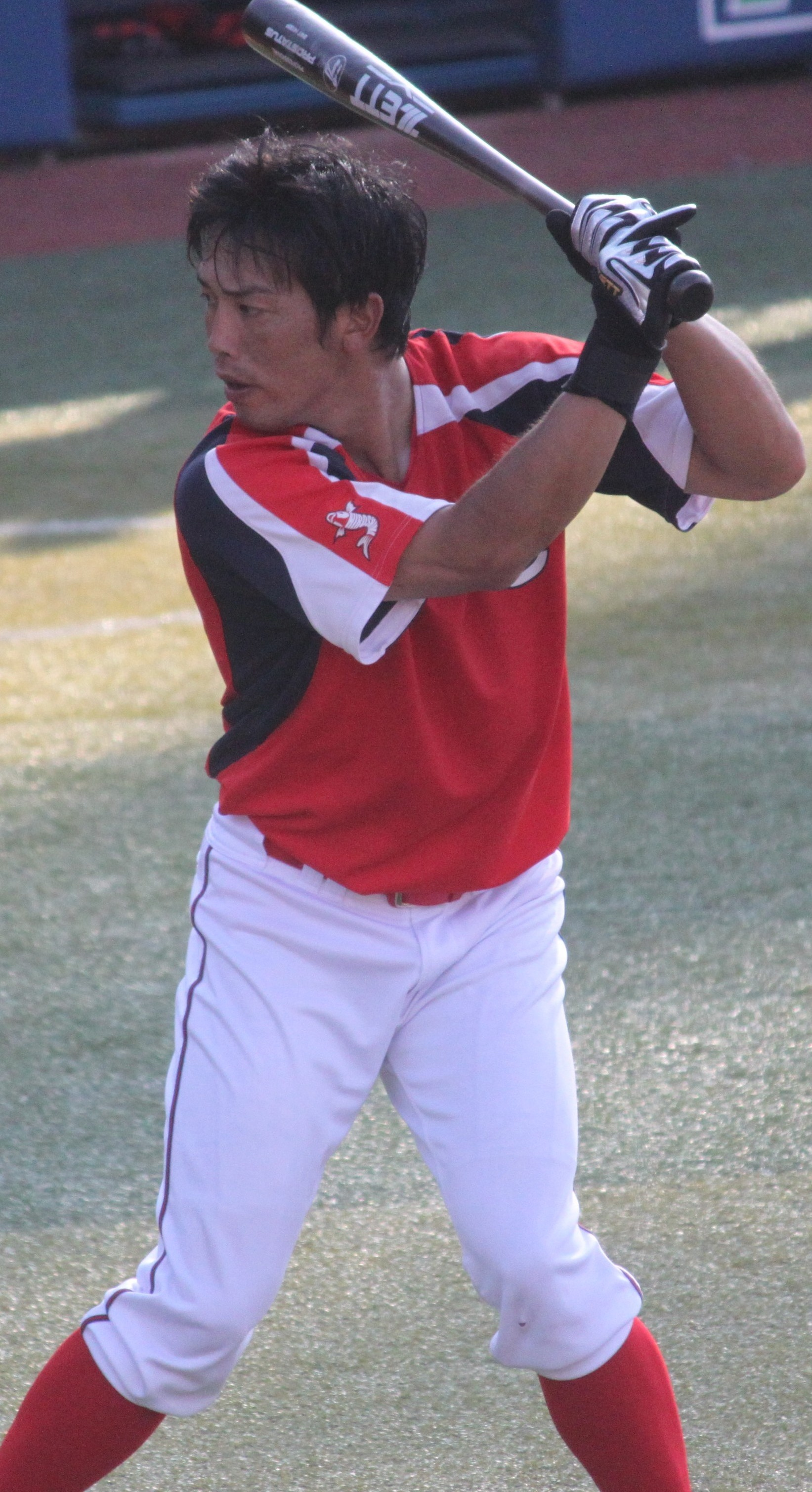
2013年8月18日、横浜スタジアムにて

2018年12月11日放送のRCCニュース6 スポーツコーナーにRCC野球解説者として出演し、2019年からは中国放送の野球解説者として活動する。

## 選手としての特徴・人物

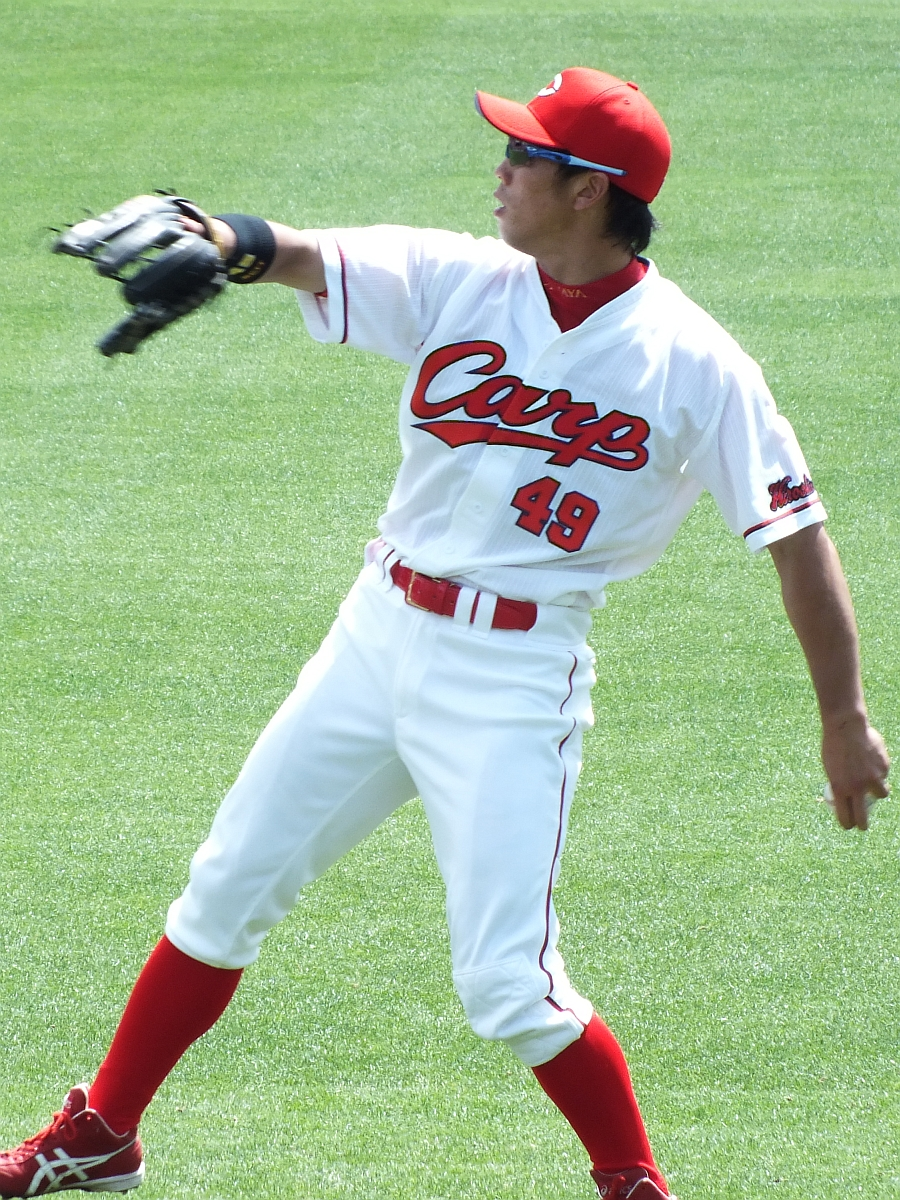
キャッチボールをする天谷

自分のバッティングスタイルを守るために、バッターボックスに入る際は小声で「センター（返し）、センター…」とつぶやいているという。俊足のため併殺打が少なく、一定以上の長打力もあるので、様々な打順をこなせるユーティリティ性をもつバッターである。選球眼が良く、2008年と2010年はシーズン打率が2割5分前後で終わっているがいずれも3割を大きく超える出塁率をマークしている。
一軍に定着した2008年は左翼・中堅での起用が主で、外野で最も肩力が要求される右翼での出場はほとんどなかったが、外野が広く、右翼線を抜けた打球が即三塁打につながるマツダスタジアムに本拠地が変わった2009年は、守備範囲を重視した首脳陣の意向により右翼手にコンバートされている。
昔からいい選手のものはどんどん真似していこうと思っており、スパイクは赤星憲広（元阪神）、グラブは同僚である廣瀬純のモデルを着用していると述べている。
モデルとして活躍している伽奈とは実家が近く幼なじみであるが、天谷本人は「モデルというより、単なる友達」と語っている（2008年9月9日の中国新聞夕刊より）。
サンフレッチェ広島に所属していた槙野智章と親交があり、実際に広島アスリートマガジン（2009年2月号）で対談したことがある。
2017年のチーム連覇達成した時、菊池涼介が前年の胴上げ中にカンチョーしたのを聞いて、天谷も上本崇司にカンチョーを実行した。インタビューで「そういうことをするような歳ではありませんが、これぐらいの余裕を相手チームに見せつけないとね」とコメントを残した。岡田幸文(当時ロッテ)がテレビ番組で外野守備の極意を披露した時に、参考にした選手を聞かれて天谷の名前を上げ、リスペクトする発言をしていた。

## 詳細情報

### 年度別打撃成績
| 年 度     | 球 団     | 試 合 | 打 席 | 打 数 | 得 点 | 安 打 | 二 塁 打 | 三 塁 打 | 本 塁 打 | 塁 打 | 打 点 | 盗 塁 | 盗 塁 死 | 犠 打 | 犠 飛 | 四 球 | 敬 遠 | 死 球 | 三 振 | 併 殺 打 | 打 率 | 出 塁 率 | 長 打 率 | O P S |
| --------- | --------- | ----- | ----- | ----- | ----- | ----- | -------- | -------- | -------- | ----- | ----- | ----- | -------- | ----- | ----- | ----- | ----- | ----- | ----- | -------- | ----- | -------- | -------- | ----- |
| 2004      | 広島      | 10    | 12    | 11    | 1     | 2     | 0        | 1        | 0        | 4     | 1     | 1     | 2        | 0     | 0     | 1     | 0     | 0     | 4     | 0        | .182  | .250     | .364     | .614  |
| 2005      | 広島      | 2     | 2     | 2     | 0     | 0     | 0        | 0        | 0        | 0     | 0     | 1     | 0        | 0     | 0     | 0     | 0     | 0     | 1     | 0        | .000  | .000     | .000     | .000  |
| 2006      | 広島      | 17    | 9     | 8     | 3     | 0     | 0        | 0        | 0        | 0     | 0     | 0     | 1        | 0     | 0     | 0     | 0     | 1     | 4     | 0        | .000  | .111     | .000     | .111  |
| 2007      | 広島      | 20    | 39    | 31    | 6     | 8     | 0        | 0        | 1        | 11    | 2     | 2     | 2        | 2     | 0     | 5     | 0     | 1     | 7     | 0        | .258  | .378     | .355     | .733  |
| 2008      | 広島      | 135   | 443   | 392   | 49    | 103   | 8        | 1        | 4        | 125   | 24    | 13    | 9        | 11    | 2     | 34    | 0     | 4     | 76    | 2        | .263  | .326     | .319     | .645  |
| 2009      | 広島      | 94    | 361   | 317   | 35    | 95    | 14       | 7        | 5        | 138   | 41    | 12    | 10       | 6     | 5     | 31    | 0     | 2     | 62    | 4        | .300  | .361     | .435     | .796  |
| 2010      | 広島      | 123   | 382   | 335   | 46    | 82    | 11       | 2        | 6        | 115   | 35    | 18    | 10       | 1     | 3     | 37    | 0     | 6     | 72    | 3        | .245  | .328     | .343     | .671  |
| 2011      | 広島      | 100   | 187   | 167   | 15    | 35    | 6        | 3        | 1        | 50    | 12    | 8     | 2        | 3     | 0     | 14    | 0     | 3     | 33    | 2        | .210  | .283     | .299     | .582  |
| 2012      | 広島      | 108   | 397   | 359   | 44    | 95    | 21       | 0        | 6        | 134   | 25    | 12    | 9        | 2     | 1     | 32    | 0     | 3     | 64    | 3        | .265  | .329     | .373     | .702  |
| 2013      | 広島      | 34    | 62    | 53    | 5     | 11    | 1        | 0        | 0        | 12    | 1     | 3     | 1        | 0     | 0     | 9     | 0     | 0     | 15    | 0        | .208  | .323     | .226     | .549  |
| 2014      | 広島      | 59    | 128   | 111   | 20    | 35    | 4        | 2        | 3        | 52    | 6     | 4     | 3        | 0     | 0     | 16    | 2     | 1     | 27    | 0        | .315  | .405     | .468     | .875  |
| 2015      | 広島      | 30    | 34    | 28    | 1     | 6     | 0        | 0        | 0        | 6     | 2     | 3     | 4        | 0     | 0     | 6     | 0     | 0     | 7     | 1        | .214  | .353     | .214     | .567  |
| 2016      | 広島      | 55    | 96    | 80    | 12    | 14    | 2        | 0        | 1        | 19    | 8     | 3     | 0        | 0     | 1     | 13    | 0     | 2     | 16    | 1        | .175  | .302     | .238     | .540  |
| 2017      | 広島      | 56    | 45    | 37    | 6     | 7     | 1        | 0        | 0        | 8     | 2     | 1     | 0        | 4     | 0     | 3     | 0     | 1     | 17    | 0        | .189  | .268     | .216     | .485  |
| 2018      | 広島      | 1     | 1     | 1     | 0     | 0     | 0        | 0        | 0        | 0     | 0     | 0     | 0        | 0     | 0     | 0     | 0     | 0     | 0     | 0        | .000  | .000     | .000     | .000  |
| NPB：15年 | NPB：15年 | 844   | 2198  | 1932  | 243   | 493   | 68       | 16       | 27       | 674   | 159   | 81    | 53       | 29    | 12    | 201   | 2     | 24    | 405   | 16       | .255  | .331     | .349     | .680  |

### 年度別守備成績
| 年 度 | 球 団 | 外野  | 外野  | 外野  | 外野  | 外野  | 外野     |
| 年 度 | 球 団 | 試 合 | 刺 殺 | 補 殺 | 失 策 | 併 殺 | 守 備 率 |
| ----- | ----- | ----- | ----- | ----- | ----- | ----- | -------- |
| 2004  | 広島  | 8     | 4     | 0     | 0     | 0     | 1.000    |
| 2005  | 広島  | 1     | 1     | 0     | 0     | 0     | 1.000    |
| 2006  | 広島  | 8     | 5     | 0     | 0     | 0     | 1.000    |
| 2007  | 広島  | 10    | 7     | 0     | 1     | 0     | .875     |
| 2008  | 広島  | 127   | 184   | 5     | 3     | 1     | .984     |
| 2009  | 広島  | 91    | 156   | 4     | 6     | 1     | .964     |
| 2010  | 広島  | 93    | 176   | 6     | 4     | 1     | .978     |
| 2011  | 広島  | 76    | 83    | 3     | 0     | 2     | 1.000    |
| 2012  | 広島  | 99    | 171   | 2     | 0     | 1     | 1.000    |
| 2013  | 広島  | 23    | 21    | 1     | 0     | 1     | 1.000    |
| 2014  | 広島  | 41    | 44    | 2     | 1     | 0     | .979     |
| 2015  | 広島  | 20    | 15    | 0     | 0     | 0     | 1.000    |
| 2016  | 広島  | 33    | 24    | 1     | 2     | 0     | .926     |
| 2017  | 広島  | 33    | 17    | 0     | 0     | 0     | 1.000    |
| 2018  | 広島  | 1     | 1     | 0     | 0     | 0     | 1.000    |
| 通算  | 通算  | 664   | 909   | 24    | 17    | 7     | .982     |

### 表彰
- スカパー! ドラマティック・サヨナラ賞：1回 （2010年）
- 「ジョージア魂」賞選考委員特別賞：1回 （2010年）
- 「ジョージア魂」賞：1回 （2010年度第11回）

### 記録
- 初出場：2004年8月20日、対読売ジャイアンツ22回戦（広島市民球場）、8回裏に野村謙二郎の代走で出場
- 初打席：2004年8月21日、対読売ジャイアンツ23回戦（広島市民球場）、9回裏に三澤興一から二塁ゴロ
- 初先発出場：2004年10月3日、対阪神タイガース27回戦（広島市民球場）、2番・中堅手で先発出場
- 初安打：同上、1回裏に杉山直久から中前安打
- 初盗塁：2004年10月6日、対横浜ベイスターズ24回戦（広島市民球場）、6回裏に二盗（投手：川村丈夫、捕手：相川亮二）
- 初打点：2004年10月7日、対中日ドラゴンズ25回戦（広島市民球場）、6回裏に岡本真也から左中間へ適時三塁打
- 初本塁打：2007年4月28日、対阪神タイガース4回戦（広島市民球場）、5回裏に杉山直久から右越2ラン

### 背番号
- 69 （2002年 - 2006年）
- 49 （2007年 - 2018年）

### 登場曲
- RYO the SKYWALKER 『Marching For Freedom』（2008年）
- 日華 『No.1』（2009年）
- micro 『踊れ』（2009年）
- 丸本莉子 『ココロ予報』（2012年）
- ももいろクローバーZ 『行くぜっ!怪盗少女』（2012年）
- 桃黒亭一門　『ニッポン笑顔百景』（2013年）
- MAN WITH A MISSION 『FLY AGAIN』（2014年 - ）
- MAN WITH A MISSION 『Raise your flag』（2016年 - ）

## 出演番組
RCC野球解説者
- RCCニュース6（2018年12月[6] - 2019年、RCCテレビ）スポーツコーナー
- Veryカープ! RCCカープナイター／カープデーゲーム中継（2019年 - 、RCCラジオ）
- S☆1 BASEBALL（2019年 - 、RCCテレビ）ローカル中継は上記ラジオと同じ番組名で放送
- イマナマ! 月曜コーナー カーチカチ! テレビ へッドスライ天谷の「サイン集めの旅2020」（2020年1月6日 - 、RCCテレビ）
  - イマナマ! シリーズ「教えて!天谷さ～ん!」（2020年2月11日 - 、RCCテレビ）
  - コーナー「鯉人レストラン アナタの推し教えてください」（2021年6月28日 - ）
- それ聴け!スポ魂!（2020年 - 。RCCラジオ）広島の投手コーチに就任した横山竜士の後任として水曜日に出演
- 広島広域都市圏 魅力発信 元就。二百万一心（2021年）家臣（リポーター）
- 枠を越えてワクワク! 天谷宗一郎が WISH Matchで異競技対決!（2022年7月 - 、RCCテレビ）